# Bovista plumbea
Bovista plumbea, conocido como bejín de color plomo, cuesco de lobo u hongo del diablo, es una especie de hongo basidiomiceto de la familia Agaricaceae nativa de Europa y California. Puede confundirse fácilmente con las setas inmaduras de B. dermoxantha, las cuales se unen al sustrato por un mechón de micelio.

## Descripción

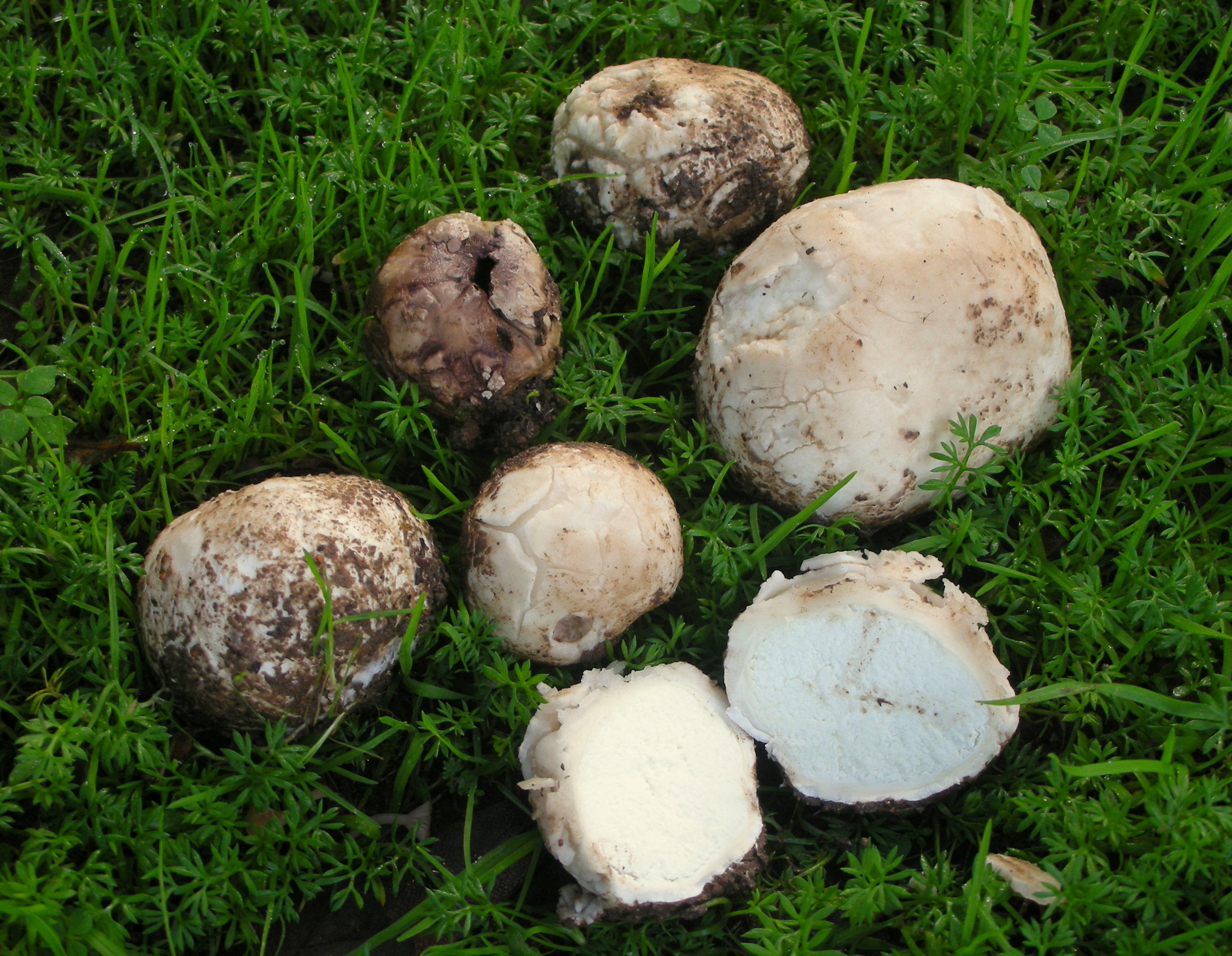
Algunas setas cortadas.

El cuerpo fructificante del esporocarpo llega a medir 1.5 a 3.5 cm de ancho, unido al sustrato por un mechón de micelio y es esférico, aunque se comprime ligeramente. El exoperidio es blanco, aunque puede volverse ante al pálido bronceado y minuciosamente tomentosos, y algunas veces, areolado. En los copos distantes, o desplegados, se produce la maduración en condiciones calientes y secas. Por el contrario, las membranas del endoperidio son de color plomo grisáceo, y se adhieren o no a fragmentos de exoperidio. Frecuentemente, estos hongos viven dispersos o agrupados en montones revueltos, especialmente en la hierba rala. Son comestibles cuando son jóvenes y blancos, pero se consideran demasiado pequeños para ser ingeridos; su sabor se hace rancio cuando están viejos.

### Esporas
Las esporas son ovales, de 5.0-6.5 x 4.0-5.5 µm. Tienen paredes gruesas y casi lisas, con una gota de aceite en el centro, y un pedúnculo de 7.05 a 11.05 µm. El capilicio se compone de elementos individuales —en lugar de ramas entrelazadas de paredes gruesas—, flexuosas, con una disminución de tamaño y bifurcación más o menos dicotómica hacia abajo, y de color ocre por las reacciones del [[hidróxido de potasio|KOH]] en la superficie.
Las esporas se liberan a través de un pequeño poro apical. La trama es blanca, pero se hace de un amarillo sucio, oliva-marrón y, finalmente, de color marrón oscuro y con textura firme. Sin embargo, la subtrama y la base estéril están generalmente ausentes. La fructificación se produce durante toda la temporada de setas.

## Sinonimia
Los sinónimos obsoletos de B. plumbea incluyen:
- Bovista ovalispora Cooke & Massee 1887
- Bovista plumbea Pers. 1796
- Bovista plumbea var. ovalispora (Cooke & Massee) F. Šmarda 1958
- Calvatia bovista (L.) Pers. 1896
- Lycoperdon bovista Sowerby 1803
- Lycoperdon plumbeum Vittad. 1842